# Wyżnica (Pasmo Wolińskie)
Wyżnica – wzniesienie o wysokości 61 m n.p.m. na wyspie Wolin, na terenie Wolińskiego Parku Narodowego, położone w woj. zachodniopomorskim, w powiecie kamieńskim, w gminie Międzyzdroje. Wyżnica znajduje się przy wschodnim brzegu jeziora Wicko Małe, na północ od wsi Wicko.
Nazwę Wyżnica ustalono urzędowo w 2011 roku.